# Víctor García Antón
Víctor García Antón (Teruel; 14 de agosto de 1967) es un escritor español, especializado en cuentos. Hasta la fecha ha publicado tres libros de relatos: Amor del bueno, Nosotros, todos nosotros y Volanderas. Sus cuentos comenzaron a transparentar influencias de autores como Medardo Fraile —de quien se reconoce discípulo—, Ángel Zapata y Quim Monzó, y en su último libro de relatos, a través de una literatura que es vida, muestra una deuda con la escritura de Thomas Bernhard y Samuel Beckett.
Es profesor de escritura y relato en diversos talleres, como en los Talleres Fuentetaja, donde ha publicado un texto en la colección de ensayos Escritura Creativa. Cuaderno de ideas.
Víctor García Antón vive en Madrid y es miembro del colectivo surrealista La llave de los campos. 

## Obra publicada

### Relatos
- Amor del bueno (Caja España, 2005).
- Nosotros, todos nosotros (Gens, 2008; prólogo de Medardo Fraile). ISBN 978-84-935618-6-4
- Volanderas (Tres Rosas Amarillas, 2014). ISBN 978-84-940703-8-9
- Cuentos como churros (PeZsapo, 2015). Coautor junto a Kike Cherta. ISBN 978-84-941139-8-7
- El Fusil y otros cuentos (La Churrería, 2017). Coautor junto a Diana Díaz, Diego Rinoski, Javier Yohn Planells, Kike Cherta, Ricardo Hierro y Rocío Vaquero. ISBN 978-84-697-4999-9

### Cuentos para niños
- La Reina de las lentejas (Gato Sueco, 2020). Ilustrado por Leticia Esteban. ISBN 978-84-949905-5-7

### Antologías
- Pequeñas resistencias 5 (Páginas de Espuma, 2010; edición de Andrés Neuman).
- Siglo XXI. Los nuevos nombres del cuento español actual (Menoscuarto, 2010; edición de Gemma Pellicer y Fernando Valls).

### Antologías (ensayo)
- Chéjov comentado, de Antón Chéjov y VV. AA. (Nevsky Prospects, 2010; edición y prólogo de Sergi Bellver). ISBN 978-84-938246-0-0
- Cuentos completos. Edición comentada, de Edgar Allan Poe (Páginas de Espuma, 2009; edición de Fernando Iwasaki y Jorge Volpi). ISBN 978-84-8393-025-0
- Escritura Creativa. Cuaderno de Ideas (Talleres de Escritura Creativa Fuentetaja, 2007). ISBN 978-84-95079-49-7

## Galardones
- Premio Caja España de Libros de Cuentos 2004 por Amor del bueno (Caja España, 2005).

## Entrevistas
- Miguel Ángel Muñoz le entrevista en El Síndrome Chéjov.
- David González Torres le entrevista en Avión de papel.
- Emilia Lanzas le entrevista en Zasmadrid.com

## Reseñas
- Emilia Lanzas reseña Nosotros, todos nosotros en Espacio Luke.
- Emilia Lanzas reseña Diagonal